# Macclesfield
Macclesfield, es una ciudad ubicada en la Autoridad unitaria de Cheshire East en el condado de Cheshire, Inglaterra. La población del área es de 51,739 personas.

## Historia
La primera referencia del pueblo data del Domesday Book, llamando a la ciudad como "Maclesfeld", y luego en 1183, es referida como "Makelesfeld". Pertenecía al antiguo Hundred de Hamestad.
Macclesfield recibió el título de Borough durante el siglo XIII del conde Ranulfo III de Chester, y por segunda vez del rey Eduardo I en el año de 1261.
La ciudad tenía un mercado semanal y dos ferias anuales: la feria de Barnaby, celebrada el día de San Bernabé (11 de junio), y el otro en el día de Todos los Santos (1 de noviembre).
Macclesfield fue el centro administrativo del Hundred de Macclesfield, que ocupó la mayor parte del este de Cheshire.

## Geografía

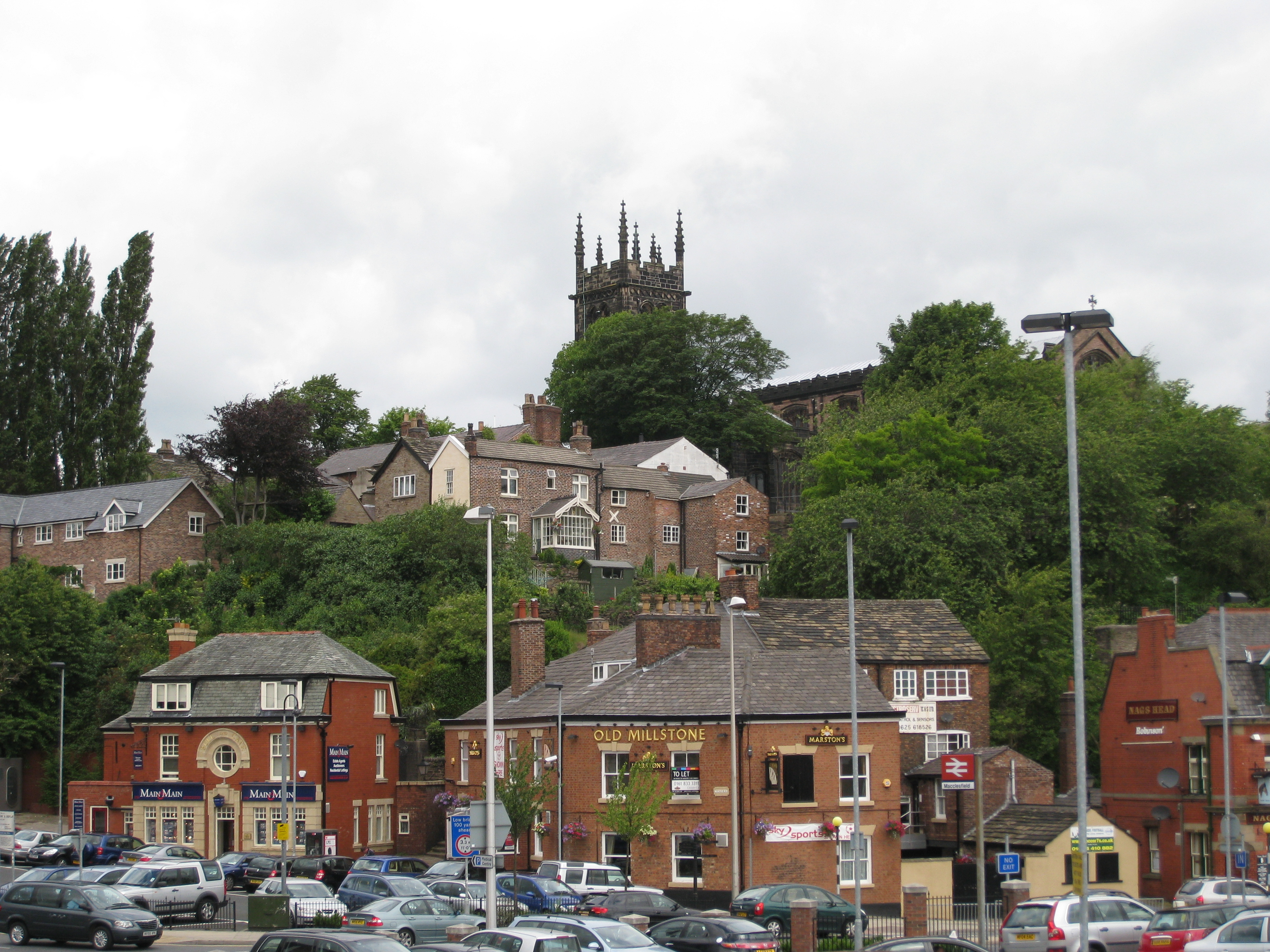
Vista de Macclesfield desde la estación de trenes

Macclesfield está localizado en el este del condado de Cheshire, siendo atravesada por el río Bollin, una afluente del río Mersey. Por el norte es fronteriza con el condado de Gran Mánchester y por el este limita con el condado de Derbyshire. Está cerca de las ciudades de Stockport por el norte, Buxton al este y Congleton al sur. Al oeste de la ciudad se encuentra la llanura de Cheshire y al este se encuentran las colinas del Distrito de los Picos.

## Deportes
La ciudad cuenta con un club de Fútbol profesional, el Macclesfield Town, que logró el ascenso a la Football League en 1997, siendo campeones de la Football Conference, pero se les negó el ascenso, debido a que su estadio, el Moss Rose, no contaba con lor requerimientos necesarios para participar en la Football League. Hasta antes de la temporada 2011/12, el equipo jugaba en la Football League Two, pero descendió de nuevo a la Football Conference para la temporada 2012/13.
También hay equipos de divisiones menores en la ciudad como el Macclesfield Juniors FC, el Macclesfield Saints JFC y el Tytherington Juniors.
El Macclesfield RUFC, es el equipo de Rugby de la ciudad, participando en la National Conference One desde la temporada 2009/10.

## Personas notables

### Autores
- Vera Brittain, escritora, vivió en Macclesfield en su niñez

### Música
- Ian Curtis, líder de la banda Joy Division, vivió y murió en la ciudad.
- John Mayall, notable músico precursor del Blues británico
- Stephen Morris, baterista de la banda de Joy Division, New Order y Bad Lieutenant

### Deporte
- Peter Crouch, exjugador del Liverpool y actualmente retirado.[2]
- Ben Amos, portero de fútbol.
- Guy Edwards expiloto de automovilismo.